# کاساتنوو
کاساتنوو (به ایتالیایی: Casatenovo) یک کومونه در ایتالیا است که در استان لکو واقع شده‌است.

## خصوصیات
کاساتنوو ۱۲٫۷ کیلومترمربع مساحت و ۱۲٬۷۰۰ نفر جمعیت دارد و ۳۶۵ متر بالاتر از سطح دریا واقع شده‌است.